# Rapport masse sur charge
Le rapport masse sur charge est une quantité physique largement utilisée en électrodynamique des particules chargées, c'est-à-dire en optique électronique et en optique ionique. Elle est utilisée dans les domaines scientifiques de la lithographie, de la microscopie électronique, des tubes à rayons cathodiques, de la physique des accélérateurs de la physique nucléaire de la spectroscopie Auger de la cosmologie et de la spectrométrie de masse.
L'importance de cette notion réside dans ce que, selon l'électrodynamique classique, deux particules de même rapport masse sur charge suivent dans le vide une trajectoire identique lorsqu'elles sont soumises aux mêmes champs électriques et magnétiques.

## Origine
Lorsque des particules chargées sont en mouvement dans des champs magnétiques et électriques, les deux lois suivantes s'appliquent :
{\displaystyle \mathbf {F} =Q(\mathbf {E} +\mathbf {v} \times \mathbf {B} )} (loi des forces de Lorentz)
{\displaystyle \mathbf {F} =m\mathbf {a} } (deuxième loi du mouvement de Newton)
où :
- F représente la force appliquée à l'ion ;
- m, la masse de la particule ;
- a, l'accélération ;
- Q, la charge ;
- E, le champ électrique ;
- et v x B, le produit vectoriel de la vitesse de l'ion et du champ magnétique.

En utilisant la troisième loi du mouvement de Newton, ces équations deviennent :
{\displaystyle (m/Q)\mathbf {a} =\mathbf {E} +\mathbf {v} \times \mathbf {B} }.
Cette équation différentielle est l'équation classique de mouvement d'une particule chargée dans le vide. Si l'on connaît par ailleurs les conditions initiales de la particule, cette équation en détermine le mouvement dans l'espace et dans le temps. Il apparaît donc immédiatement que deux particules ayant le même rapport m/Q se comportent de la même façon à partir de conditions initiales identiques. C'est pourquoi ce rapport est une quantité physique importante dans les domaines scientifiques où les particules chargées interagissent avec des champs magnétiques (B) ou électriques (E).

### Exceptions
Il existe des effets non-classiques qui dérivent de la mécanique quantique, tels que l'expérience de Stern et Gerlach, qui peuvent faire diverger la trajectoire d'ions ayant un rapport m/Q identique. Ces effets ne sont pas évoqués ici.

## Symboles et unités
Pour désigner la masse, la nomenclature de l'UICPA recommande d'utiliser le symbole m,. Pour une charge, elle recommande Q, ; cependant, on rencontre aussi le q très communément. La charge est une propriété scalaire, ce qui signifie qu'elle peut aussi bien être positive (symbole +) que négative (-). Parfois, cependant, le signe de la charge est indiqué indirectement. Le coulomb est l'unité SI de la charge ; cependant d'autres unités sont fréquentes.
L'unité SI de la quantité physique m⁄Q est le kilogramme par coulomb :
[m⁄Q] = kg/C.
En spectrométrie de masse, les systèmes d'unités atomiques sont utilisées normalement :
[m⁄Q] = u⁄e = Da⁄e = Th (le thomson, unité ad-hoc (en)).
On utilise souvent une notation « sans unité » m/z pour les variables indépendantes d'un spectre de masse. Ces notations sont en relation étroite au travers de l'unité de masse atomique et de la charge élémentaire.

## Histoire
Au XIXe siècle, le rapport de masse sur charge de certains ions furent mesurés par des méthodes électrochimiques. En 1897, le rapport de masse sur charge, [m⁄e], de l'électron fut d'abord mesuré par J.J. Thomson. Ce faisant, il montra que l'électron, dont on avait antérieurement postulé l'existence pour expliquer l'électricité, était en réalité une particule avec une masse et une charge ; il montra également que son ratio de masse sur charge était bien inférieur à celui de l'ion hydrogène H+. En 1898, Wilhelm Wien sépara les ions selon leur ratio de masse sur charge avec un appareil optique à ions sur lequel il appliqua des champs magnétiques et électriques (les filtres de Wien (en)). En 1901, Walter Kaufmann mesura l'augmentation de masse relative d'électrons rapides. En 1913, Thomson mesura le rapport de masse sur charge d'ions avec un instrument qu'il baptisa un « spectrographe parabolique ». Aujourd'hui, l'instrument pour mesurer le rapport de masse sur charge s'appelle un spectromètre de masse.

## Rapport de masse sur charge
Le rapport masse sur charge (m/q) d'un objet est, comme son nom l'indique, sa masse divisée par sa charge électrique. Cette quantité n'est généralement utile que pour les objets qui peuvent être traités comme des particules. Pour les objets de plus grandes dimensions, la charge totale, la densité de charge, la masse totale et la densité de masse sont fréquemment plus utiles.

### Signification
Dans certaines expériences, le rapport de masse sur charge est la seule quantité pouvant être directement mesurée. Il arrive souvent que la charge puisse être inférée à partir de considérations théoriques, en sorte que ce rapport fournit un moyen de déduire la masse.
On peut souvent déterminer le rapport de masse sur charge à partir de l'observation des déflexions d'une particule chargée dans un champ magnétique extérieur. L'équation cyclotron, en combinaison avec d'autres informations telles que l'énergie cinétique de la particule, donne le rapport de masse sur charge. Le spectromètre de masse est une application de ce principe. On peut utiliser le même principe pour extraire les informations dans des expériences qui utilisent les chambres à brouillard.
Le rapport des forces électrostatiques et gravitationnelles entre deux particules est proportionnel au produit de leur rapport de masse sur charge. Il en découle qu'au niveau subatomique, les forces gravitationnelles sont négligeables.

### L'électron
Le quotient de la charge de l'électron par sa masse, {\displaystyle -e/m_{e}}, est une quantité en physique expérimentale. Il a une certaine importance parce qu'il est difficile de mesurer directement la masse de l'électron, {\displaystyle m_{e}}, et, à la place, elle est dérivée de mesures de la charge fondamentale {\displaystyle e} et {\displaystyle e/m_{e}}. Elle a également une signification historique : la mesure de {\displaystyle e/m_{e}} par Thomson l'a convaincu que les rayons cathodiques étaient des particules que nous reconnaissons aujourd'hui pour des électrons.
La valeur recommandée pour {\displaystyle -e/m_{e}} par le Comité de données pour la science et la technologie (CODATA) de 2006 est {\displaystyle -e/m_{e}=} −1,758 820 150(44) × 1011 C/kg. Le CODATA désigne sous le nom de quotient de charge à masse de l'électron, mais le terme rapport est couramment utilisé.
En 1897, J.J. Thomson réussit à calculer le q/m d'un électron, et avec encore plus de réussite, il fit usage de la méthode Dunnington qui mêle le moment angulaire et la déflexion engendrée par un champ magnétique perpendiculaire.
En dehors des méthodes de J.J. Thomson et de Dunnington, il existe deux autres méthodes courantes pour mesurer le rapport de masse sur charge d'un électron :
1. La méthode magnétron : en utilisant une vanne GRD7 (vanne Ferranti), l'électron d'un filament de tungstène incandescent est expulsé vers une anode. Il est ensuite dévié au moyen d'un solénoïde. Les valeurs du courant dans le solénoïde et dans la vanne de Ferranti permettent le calcul de e/m ;
2. La méthode du tube à rayon fin : l'électron est accéléré depuis une cathode vers une anode en forme de chapeau. L'électron est expulsé dans un tube à rayons rempli d'hélium, ce qui produit un cercle lumineux. Le rayon de ce cercle permet le calcul de e/m.

### Effet Zeeman
On peut également mesurer le rapport de masse sur charge d'un électron avec l'effet Zeeman, qui produit des sauts d'énergie en présence d'un champ magnétique B.